# Yasutaka Uchiyama
Yasutaka Uchiyama (内山靖崇?, Uchiyama Yasutaka; Sapporo, 5 agosto 1994) è un tennista giapponese.

## Biografia
Tra gli juniores è stato numero 12 nella classifica mondiale e finalista in doppio all'Australian Open nel 2009. Da professionista ha vinto un titolo ATP in doppio, insieme al connazionale Ben McLachlan nel 2017 a Tokyo, mentre in singolare ha raggiunto il 78º posto del ranking ATP.
Dal 2013 fa parte della squadra giapponese di Coppa Davis.

## Statistiche

### Doppio

#### Vittorie (1)
| Legenda doppio            |
| Grande Slam (0)           |
| ATP World Tour Finals (0) |
| ATP Masters 1000 (0)      |
| ATP World Tour 500 (1)    |
| ATP World Tour 250 (0)    |

| N. | Data           | Torneo                                 | Superficie | Compagno      | Avversari in finale       | Punteggio   |
| 1. | 8 ottobre 2017 | Japan Open Tennis Championships, Tokyo | Cemento    | Ben McLachlan | Jamie Murray Bruno Soares | 6-4, 7–6(1) |